# Nullsoft
Nullsoft — компания - разработчик ПО, основанная в Седоне (Аризона, США) в 1997 году Джастином Франкелем, автором популярного плеера Winamp, системы инсталляции NSIS, сервера аудио-/видеовещания SHOUTcast и ряда других программных продуктов.  
- Название компании — пародия на название компании Microsoft, намёк на то, что null (нулевой) меньше, чем micro.

- В 1999 году куплена компанией AOL и с тех пор являлась её подразделением вплоть до ликвидации в 2013 году. Впоследствии вошла в состав корпорации Radionomy Group в 2014 году.